# Luís de Luxemburgo (cardeal)
Luís de Luxemburgo (em francês:  Louis de Luxembourg, c. 1390 - 18 de setembro de 1443) foi um cardeal e político francês da Igreja Católica, que serviu como Chanceler da França e arcebispo de Rouen.

## Biografia
De linhagem dos senhores de Beaurevoir, nascido no Reino da França, era o segundo filho de João de Luxemburgo, conde de Brienne e de Conversano e Margarida de Enghien, assim, era irmão de João de Luxemburgo, que vendeu Joana d'Arc ao bispo Pierre Cauchon de Beauvais. Também era sobrinho do beato cardeal Pedro de Luxemburgo (1384). Seu sobrenome também está listado como Luxemburgo-Ligny, era tio-avô do cardeal Filipe de Luxemburgo (1495).
Foi Deão do capítulo da Catedral de Beauvais, nomeado em 31 de maio de 1414. Apoiou inteiramente os interesses ingleses na França quando o rei Henrique V invadiu a França.

## Episcopado
Foi eleito bispo de Thérouanne, antes de 2 de janeiro de 1415 e foi confirmado pelo Papa Martinho V em 24 de novembro de 1418. Foi consagrado, provavelmente em Reims, por Regnault de Chartres, arcebispo de Reims. Ele era um membro da embaixada da França que foi a Londres para parabenizar o novo rei inglês Henrique VI por sua ascensão ao trono. Foi chanceler do Reino por nomeação do Rei Henrique VI de 7 de fevereiro de 1425 a 1435; compareceu à coroação do rei na Catedral de Notre-Dame de Paris, em 17 de dezembro de 1431. Foi o executor do testamento de Isabel da Baviera.
Foi ao Concílio de Basileia em 1432. Promovido à arcebispo de Rouen em 19 de agosto de 1436, foi confirmado em 24 de outubro daquele mesmo ano e fez sua entrada solene em 9 de agosto de 1437, ocupando a Sé até sua morte. Em 1436, durante a insurreição parisiense contra os ingleses, o arcebispo refugiou-se na Bastilha; ele foi forçado a dar suas propriedades para os conquistadores e foi para Rouen e, em 15 de janeiro de 1437, viajou para a Inglaterra. Tornou-se administrador da Diocese de Ely desde 27 de setembro de 1437 até sua morte.

## Cardinalato
Foi criado cardeal-presbítero pelo Papa Eugênio IV no Consistório de 18 de dezembro de 1439, recebendo o titulus de Santos Quatro Mártires Coroados em 8 de janeiro de 1440. Optou pela ordem dos cardeais-bispos e da sé suburbicária de Frascati no final de 1442. Nomeado embaixador pelo rei Henrique VI em dezembro de 1442, para estabelecer a paz entre o monarca inglês e o rei Carlos VII da França.
Faleceu em 18 de setembro de 1443, no castelo de Hartfield, na Inglaterra, onde se refugiou. Enterrado em um magnífico túmulo na catedral de Ely, perto do altar das relíquias sagradas; seu coração foi enviado para Rouen. Deixou as terras que possuía em Hermaville, na diocese de Arras, à diocese de Thérouanne para estabelecer seis capelanias a favor e ao serviço daquela catedral.